# James Winston
Pour les articles homonymes, voir Winston.
Pas d'image ? Cliquez ici

b Matchs officiels uniquement.
Dernière mise à jour le 26 mai 2012.
James Duarte Winston est un joueur américain de rugby à XV évoluant au poste d'avant. Il est champion olympique avec l'équipe des États-Unis de rugby à XV en 1920.

## Biographie
En 1920, James Winston fait partie de l'équipe olympique américaine qui part en Europe pour disputer les Jeux olympiques à Anvers. Il ne dispute pas la rencontre olympique remportée sur le score de 8 à 0 contre l'équipe de France mais reçoit néanmoins une médaille d'or. En revanche, il dispute un test match contre les Français un mois plus tard, cette fois perdu sur le score de 14 à 5.